# Lydia Espina
Lydia Espina López (Villaviciosa, 1974) es una maestra y política española, que fue consejera de Educación del Principado de Asturias entre 2021 y 2025.

## Biografía
Lydia Espina nació en Villaviciosa (Asturias) en 1974. Su padre, Ramón Espina, había sido concejal en el Ayuntamiento por el Centro Democrático y Social.
Espina es funcionaria del cuerpo de maestros desde 2016. Es licenciada en Filología Inglesa por la Universidad de Salamanca, habiendo obtenido posteriormente el grado de maestra en Educación Primaria y un máster en Neuropsicología y Educación por la Universidad Internacional de La Rioja (UNIR). A lo largo de su trayectoria, ha ejercido como maestra de Infantil y Primaria y como profesora de Inglés en diversos centros educativos asturianos. Desde julio de 2019 dirigía el Colegio Público Montevil, de Gijón, cargo en el que cesaría para dedicarse a la política.

## Actividad política
Para las elecciones municipales de 2019 Lydia Espina fue incluida en la lista electoral del Partido Socialista Obrero Español para el Ayuntamiento de Villaviciosa (Asturias), logrando el cargo de concejala. Fue nombrada concejala de Educación, Cultura y Deporte. 
Espina pasaría a formar parte de la Consejería de Educación en febrero de 2021 como directora general de Planificación e Infraestructuras Educativas.
El 29 de julio de 2021 fue nombrada por Adrián Barbón como consejera de Educación del Principado de Asturias, siendo confirmada para continuar en su segundo gobierno el 1 de agosto de 2023. En mayo de 2025, Espina emite un comunicado a las direcciones de los centros de Educación Infantil y Primaria donde de forma unilateral y sin previo aviso, elimina la jornada reducida en los meses de septiembre y junio. Esto se convierte en el detonante que desencadena una multitudinaria huelga en el sector educativo asturiano. Los maestros de educación infantil y primaria pidieron su dimisión y responsabilizaron a Espina de diversas deficiencias en la educación asturiana.Tras la multitudinaria manifestación de los docentes asturianos del domingo 1 de junio, dimite al día siguiente de su cargo de consejera de Educación.